# مارسيل أرنولد
مارسيل أرنولد (بالفرنسية: Marcelle Arnold)‏ هي ممثلة فرنسية، ولدت في 4 مايو 1917 في فرنسا، وتوفيت بنفس المكان في 31 مارس 2010.

## وصلات خارجية
- مارسيل أرنولد على موقع IMDb (الإنجليزية)
- مارسيل أرنولد على موقع ألو سيني (الفرنسية)
- مارسيل أرنولد على موقع أول موفي (الإنجليزية)
- مارسيل أرنولد على موقع قاعدة بيانات الأفلام السويدية (السويدية)
- مارسيل أرنولد على موقع قاعدة بيانات الفيلم (الإنجليزية)
- مارسيل أرنولد على موقع كينوبويسك (الروسية)